# بنی‌کعب
بنی‌کَعْب (به عربی: بنو کعب) از قبایل عرب است که پیشینه آن‌ها به منطقه نجد در شبه‌جزیره عربستان بازمی‌گردد و شاخه‌های منسوب به آن، امروزه در کشورهای عراق، ایران، قطر، عمان مستقر هستند. بنی‌کعب خوزستان در این هنگام رئيس و بزرگ بنی کعب محمد بن ادریس بود که قبل از استقرار كامل کعبیان در جای جدید خود از دنیا رفت، وی چهار پسر با نام هاى ناصر و نصار و ادريس و منصور از خود به جاي گذاشت. 
پیشوای‌ بنی‌کعب خوزستان بعد از محمد بن ادریس پسرش‌ ناصر جای‌ او را گرفت‌. در واقع‌ نسب‌ کعب‌ اَلبوناصر، دودمان‌ کعبیان‌ خوزستان‌، به‌ او می‌رسد. 

## سکونتگاه
عرب استان خوزستان  وجنوب استان ایلام در ایران است که بطور نسبی در شهرهای خرمشهر، آبادان، شادگان، رامهرمز، رامشیر، ماهشهر، شوش و شوشتر؛ در کنار رودخانه کرخه، همچنین در دو طرف رودخانه کارون و رودخانه دز ساکن هستند و گروهی نیز در کنار اروندرود، در کشور عراق زندگی می‌کنند.

## شجره
نسب قبیله بنی‌کعب، به کعب بن ربیع عدنانیه (کَعْب بن ربیعه بن عامر بن صعصعه بن معاویه بن بکر بن هوازن) بازمی‌گردد، که از تیره‌های قبیله هوازن عدنانی بشمار می‌آید و نخستین گروه‌های آنها، بادیه‌نشینانی بودند که از منطقه نجد در شبه جزیره عربستان، به مناطقی در عمان، قطر، بحرین و امارات متحده عربی مهاجرت کردند. امروزه افراد این قبیله در عراق، ایران، قطر و عمان (در کشورهای حوزه خلیج فارس) و نیز بخش‌هایی از آفریقا مستقر می‌باشند.